# Муламба, Ндай
Пьер Ндай Мула́мба (фр. Pierre Ndaye Mulamba; 4 ноября 1948, Лулуабург, Бельгийское Конго — 26 января 2019, ЮАР) — заирский (конголезский) футболист, нападающий. Лучший бомбардир Кубка африканских наций 1974, участник чемпионата мира 1974.

## Клубная карьера
Муламба родился 4 ноября 1948 года в Лулуабурге (ныне Кананга), Бельгийское Конго. В 15 лет он начал играть в футбол в клубе «Ренессанс дю Касаи». Параллельно с футболом под давлением своего отца Муламба проходил обучение, чтобы стать учителем. В 1972 году он окончательно делает выбор в пользу футбола и перестаёт работать по специальности в Лулуабурге. Муламба присоединяется к клубу «Бантус» из Мбужи-Майи. В 1973 году он перешёл в клуб «Вита» из Киншасы, с которым выиграл Африканский Кубок чемпионов. В 1981 году Пьер Ндай Муламба завершил свою карьеру, во второй раз выйдя со своей командой в финал Африканского Кубка чемпионов.

## Карьера в сборной
В 1967 году футболист был впервые вызван в сборную Демократической Республики Конго и провёл свой первый матч в её составе. В 1974 году Муламба играл за Заир как в Кубке африканских наций в Египте, так и на чемпионате мира в ФРГ. В Египте он забил девять голов, установив новый рекорд турнира, благодаря чему Заир завоевал трофей. Футболист вышел на поле в обоих финальных матчах против Замбии, отличившись в каждом из них двумя забитыми мячами. Муламба был назван лучшим игроком турнира и был награждён Орденом Леопарда президентом Мобуту Сесе Секо. На чемпионате мира он принял участие в матчах против Шотландии (0:2) и Югославии, в последнем из которых он был удален на 23 минуте. Заир уже проигрывал 4:0 к тому времени и, в конце концов, проиграл 9:0. Впоследствии Муламба пропустил последний матч против Бразилии и был дисквалифицирован на три игры, а Заир покинул турнир на стадии группового этапа, так и не забив ни одного мяча. Позже игрок заявлял, что причина неудачного выступления на турнире кроется либо в протесте футболистов, либо в сломе морального духа после того, как команда не получила обещанные бонусы в размере 45 000 долларов. В 1976 году он участвовал в Кубке африканских наций и забил гол в матче против Судана (1:1).

## Поздние годы
В 1994 году Муламба был удостоен почестей на Кубке африканских наций в Тунисе. По возвращении в Заир он был ранен в ногу грабителями, которые по ошибке решили, что он является богатым человеком. В течение восьми месяцев до полного выздоровления Муламбу бесплатно лечил доктор Эммануэль Пайе-Пайе. Во время Первой конголезской войны старший сын футболиста был убит, а в 1996 году он бежал в ЮАР как беженец, одинокий и обездоленный. Он отправился в Йоханнесбург, а затем в Кейптаун, где его приютила семья из посёлка. В 1998 году на Кубке африканских наций в Буркина-Фасо состоялась минута молчания после ошибочного сообщения о том, что Муламба умер в результате аварии на алмазной шахте в Анголе. К тому времени Муламба был безработным и сильно пил.
К 2010 году Муламба работал тренером местных любительских команд и женился на местной женщине. В 2008 году вышел документальный фильм «Забытое золото», рассказывающий о жизни Муламбы и его поездке в ДР Конго. Позже футболист также встретился с Дэнни Джорданом, главой оргкомитета чемпионата мира по футболу 2010.

## Достижения
Командные
 Вита
- Чемпион Заира (4): 1975, 1977, 1980, 1988
- Африканский Кубок чемпионов: 1973

 Заир
- Победитель Кубка африканских наций: 1974

Индвивидуальные
- Лучший бомбардир Кубка африканских наций: 1974 (9 голов)